# Biopoder
Biopoder (do francês: biopouvoir) é um conceito elaborado originalmente pelo filósofo e historiador francês Michael Foucault, usando-o em seus cursos no Collége de France, publicado o termo apareceu pela primeira vez em A vontade de Saber, primeiro volume do estudo sobre a sexualidade ocidental do autor, a História da Sexualidade, em 1976. Refere-se à prática dos Estados modernos e sua regulação dos que a ele estão sujeitos, por meio de uma "explosão de técnicas numerosas e diversas para obter a subjugação dos corpos e o controle de populações".
A partir da observação da sociedade européia do séc. XVIII, Foucault descreve as transformações no modo de poder, passando de uma sociedade soberana para uma sociedade disciplinadora. Segundo o autor, tal mudança se dá através do deslocamento de uma forma poder (e controle), que outrora ritualiza a morte (para viver é necessário matar), para uma que agora planeja tecnicamente a vida. Essa nova forma, é considerada pelo filósofo uma arte de governar a vida, que se manifesta como tecnologia política geral transformada em dispositivos disciplinares.
O biopoder pode ser conceituado assumindo duas formas básicas, como uma anátomo-política do corpo e também como uma biopolítica da população. A primeira forma, está relacionada às arquiteturas disciplinadoras encarregadas de extrair do corpo humano a força produtiva, por meio do controle do espaço e do tempo, nas instituições, como escolas, hospitais, igrejas, prisões e fábricas. A segunda forma, a biopolítica da população está focada na regulação das massas, utilizando de ferramentas e práticas que gerem taxas de natalidade, migração, epidemias, saúde pública, controle de riscos e aumento da longevidade, por exemplo.
A amplitude dessa forma de poder, e os desdobramentos das biopolíticas ao longo da história é objeto de autores contemporâneos que  investigam as relações e consequências do biopoder nos âmbitos legais do Estado, na sexualidade do indivíduo, nas relações de gêneros e de raça, e nos mais diversos âmbitos da vida.

## Estado e biopoder
O Biopoder, manifestado como biopolíticas de estado, é usado tanto como forma de manter a vida, como forma de poder — soberana — de matar. No aspecto prático, políticas de saúde pública, como campanhas de vacinação, contra câncer, o controle de epidemias, a escolha de quais doenças investir recursos, a relação com a longevidade e o controle de natalidade, são modos de exercer biopoder.
A biotecnologia, a biomedicina, a medicina molecular, a indústria farmacêutica, os meios de comunicação, agronegócio e as instituições públicas e privadas, podem se configurar como dispositivos de biopoder, que atravessam a vida dos indivíduos para além do corpo, mas também no campo das subjetividades. Impactando não apenas a materialidade da existência, mas também aspectos de desejos, relações, e até na autopercepção dos indivíduos.

## Sexualidade, gênero e biopoder
A transição para essa forma de poder disciplinadora, que governa a vida tem a sexualidade e o sexo como aspectos centrais, conforme defende Paul B. Preciado no livro Testo Junkie: sexo, drogas e a biopolítica na era farmacopornográfica, considerado pelo mesmo um texto político ficcional, a obra trata da Teoria Queer, Gênero, Feminismo, Pornografia, Subjetivação e Relações com o Capital, pela perspectiva do exercício do biopoder e seus desdobramentos.
Para Preciado, uma das formas de dominação do biopoder é o que ele chama de sexopolítica, que se manifesta em diversos campos da formação do indivíduo. Como no discurso sobre masculinidade e feminilidade, que propaga uma normatização das identidades sexuais, transformando-se em agente de controle e padronização da vida, atuando no campo da subjetividade, agindo de maneira invisível, governando corpos livres.
Para a sexopolítica o corpo heterossexual passa de uma prática sexual para se tornar um regime político limitador de experiências e vivências. Nesse regime, cada corpo torna-se um indivíduo para se corrigir, de maneira a reproduzir padrões de sexo, sexualidade e identidade sexual, ou seja é o governo da produção de subjetividade.
Paul defende que a “invenção” dos hormônios sexuais, ou seja, o estudo e a maneira como são tratados para homens e mulheres, são ficções somáticas, que controlam os modos de subjetivação. Outra manifestação de biopoder observada pelo autor, é a distorção na “cronologia” do homem e da mulher, sendo vedado à mulher o direito de envelhecer, e caso o faça, esta vai perdendo valor social, enquanto com os homens não acontece o mesmo.
Para Preciado, o conceito e as formas de biopoder definidas por Foucault mudaram de estágio, o qual os corpos não mais habitam os espaços disciplinadores, mas são habitados por eles, sendo esta uma era da farmacopornigrafica.

## Biopoder e necropolítica
O biopoder é também uma manifestação de soberania, conforme defende o Achille Mbembe um filósofo, teórico político, historiador , intelectual e professor universitário camaronês. Ele resume o conceito de Foucault como o domínio da vida sobre o qual o poder tomou controle, e relaciona este a outros dois termos: o estado de exceção e o estado de sítio.
O filósofo diz que o funcionamento do biopoder se dá por meio da divisão entre as pessoas que devem viver e as pessoas que devem morrer,, sendo a soberania o direito de matar. O racismo se manifesta como uma forma de censura biológica, que regula a distribuição da morte e tornam legítimas as ações assassinas do Estado. Segundo Foucault, o direito soberano de matar  e os mecanismos de biopoder são intrínsecos à constituição de todos os estados modernos.
Para Mbembe a escravidão deve ser considerada uma das primeiras instâncias da experimentação da biopolítica, onde os escravos sofriam 3 níveis de perdas, a do lar, a do corpo e de status político. Para o autor o apartheid é uma concatenação de biopoder, estádo de sítio e estado de exceção, que atuava com violentas biopoliticas como a proibição de casamentos mistos, esterização forçada e extermínio do povo vencido.
Dessa forma, Mbembe trata a noção de biopolítica como insuficiente para explicar as formas contemporâneas de dominação e subjugação da vida e da morte, e propõe o conceito de necropolítica para explicar os desdobramentos do conceito de biopoder de Foucault.